# Mountrail megye
Mountrail megye az Amerikai Egyesült Államokban, azon belül Észak-Dakota államban található. Megyeszékhelye Stanley, legnagyobb városa New Town. Lakosainak száma 9809 fő (2020. április 1.). Mountrail megye Burke, Ward, McLean, Dunn, McKenzie és Williams megyékkel határos.

## Népesség
A megye népességének változása:
| Lakosok száma | 7725 | 8107 | 8755 | 9376 | 10 331 | 9809 |
|               | 2010 | 2011 | 2012 | 2013 | 2015   | 2020 |